# Каслинский чугунолитейный завод
Касли́нский металлурги́ческий заво́д (также в разные периоды чугунолитейный, железоделательный, машиностроительный, золотопромывательный) — старейший металлургический завод Южного Урала, действующий с 1740-х годов. Получил мировую известность за своё художественное чугунное литьё.
Заводской посёлок дал начало городу Касли.

## История

### XVIII век
Завод был основан екатеринбургским купцом Яковом Родионовичем Коробковым, происходившим из тульских посадских людей. Место для строительства было выбрано на реке Касли, около озера Каслинского, в 110 верстах южнее Екатеринбурга, в 90 верстах к северу от Челябинска. Земля была выкуплена у местных башкир. 15 мая 1746 года Коробков подписал контракт на постройку завода с Оренбургской губернской канцелярией. 18 августа 1749 года состоялся запуск завода в эксплуатацию в составе доменной печи и кричной фабрики с 2 горнами. Все заводские постройки были деревянными кроме доменной печи и горнов. Заводская земляная плотина имела длину 128 м, ширину 27,7 м, высоту — 5,7 м.
Руда на завод поставлялась с близлежащих месторождений бурых железняков и содержала около 50 % железа. Древесина для производства угля добывалась на территории обширной заводской дачи, площадь которой на начало XX века составляла 120,5 тыс. десятин, в том числе 79 тыс. десятин лесных угодий. На заводе работали приписанные староверы-раскольники, жившие в Каслинской слободе. В 1750 году завод выплавил 24 тыс. пудов чугуна и выковал 16 тыс. пудов железа. По состоянию на 1762 год плотина заводского пруда имела 27 водяных колёс, в том числе 10 колёс для привода молотов, 16 — для привода мехов. Планировка Калинского завода и посёлка отличалась от других горных заводов тем, что центральная заводская улица была частью уличной сети посёлка.
13 августа 1751 года Коробков продал ещё строящийся завод Никите Никитичу Демидову. Под руководством Демидова в 1755 году на заводе были смонтированы ещё 9 молотов. В 1758 году завод по наследству перешёл Никите Никитичу Демидову (младшему), которому удалось нарастить производительность завода и повысить качество выпускаемой продукции.
После постройки плотины на реке Кыштым в 1757 году для обеспечения водой Нижнекыштымского завода был организован переток воды из Кыштымского пруда озёра Круглое, Долгое, Букоянские и Нижнемаукский пруд в пруд Каслинского завода. Это позволило решить проблему отсутствия воды в период маловодья.
Указами Сената 1756 и 1757 годов к Каслинскому заводу было приписано для выполнения вспомогательных работ 539 душ мужского пола государственных крестьян. В 1762 году Н. Н. Демидов переселил на завод 373 души мужского пола собственных крепостных крестьян из Калужской губернии. Из-за жестокого обращения со стороны заводовладельцев среди приписных крестьян вспыхнули крупные волнения, центром которых стал Масленский острог. В январе 1762 года приписные крестьяне Каслинского и Кыштымского заводов отправили челобитную на имя Петра III, в результате чего на Урал была направлена следственная комиссия во главе с генералом Кокошкиным, а позднее — комиссии под руководством А. А. Вяземского. В итоге на подавление волнений послана воинская команда с пушкой. При штурме Масленского острога убито и ранено 56 солдат, 300 крестьян были убиты или взяты в плен. В 1763 году на заводе числились 724 души мужского пола, из которых 239 были заняты на основных заводских работах.
В 1760 году Каслинский завод выплавил 99,4 тыс. пудов чугуна и выковал 64,4 тыс. пудов железа, в 1770 году — 128,6 и 120 тыс. пудов соответственно. Завод производил в основном полосовое железо, отправлявшееся для продажи в Петербург и шло на экспорт. Товарная продукция в зимний период гужевым транспортом доставлялась на Сорокинскую пристань на Уфе, находившуюся в 143 верстах от завода (ныне часть села Шемаха). Затем водным путём на барках-коломенках железо сплавлялось в Казань, Нижний Новгород и Петербург. Кроме этого в начале своей деятельности завод получал разовые государственные заказы. В 1762 году по такому заказу завод изготовил 60 чугунных пушек и 49,3 тыс. ядер.
В 1761 году на Каслинском заводе были запущены 2 медеплавильные печи и 2 горна для перечистки меди. Попытка организации медеплавильного производства не увенчалась успехом из-за скудности месторождений меди. В итоге производство меди было завершено в 1770 году.
3 января 1774 года мастеровые и работные люди Каслинского завода перешли на сторону восставших крестьян. Для защиты завода была выслана военная команда из 350 человек, позднее также присоединившаяся к мятежникам. Заводская казна была конфискована, заводские служащие и офицеры арестованы и отправлены в Кыштым и Златоуст, где некоторых из них повесили. 26 февраля 1774 правительственные войска выбили пугачёвцев с завода, но 29 июня 1774 отряд мятежных башкир сжёг завод и посёлок. Доменная печь была разрушена, сгорели все заводские строения, механизмы плотины и 270 дворов посёлка. Восстановление завода началось только в апреле 1775 года, доменная печь вновь была задута 24 декабря 1775 года.
Завод восстановил прежний уровень производительности к концу 1770-х годов и поддерживал его с незначительными колебаниями до начала XIX века. В январе 1784 года Н. Н. Демидов купил 996 душ крестьян, которые были переведены на Урал и основали село Рождественское с деревнями Беспалово, Смолино и Губернское. В этот период помимо чугуна и полосового железа завод в значительных количествах производил тяжеловесные чугунные изделия: наковальни, прокатные валки и другие. В 1800 году на заводе было выплавлено 135,6 тыс. пудов чугуна и выковано 155 тыс. пудов железа.
По данным 1797 года, в составе заводе функционировали 1 доменная печь, 21 кричных горна и 11 молотов. Штат завода состоял из 853 мастеровых и работных людей. По данным берг-инспектора П. Е. Томилова 1809 года, к заводу также было приписано 3742 государственных крестьян мужского пола, проживавших от завода на расстояниях от 187 до 262 вёрст, для выполнения вспомогательных работ.

### XIX век
После смерти в 1804 бездетного Никиты Никитича-младшего по его завещанию завод достался его племяннику П. Г. Демидову, вступившему во владение в феврале 1805 года. 2 сентября 1809 года Пётр Григорьевич продал Каслинский завод вместе с сёлами Воскресенским и Рождественским (3608 душ), Сорокинской пристанью и двумя дворами в Екатеринбурге и Лаишеве Л. И. Расторгуеву за 700 тыс. рублей. Позднее Расторгуев сформировал Кыштымский горный округ в составе собственных Верхнекыштымского, Нижнекыштымского, Каслинского, Нязепетровкого и Шемахинского заводов. Центральным предприятием округа до 1834 был Каслинский завод.
В начале XIX века производство чугуна и железа на Каслинском заводе поддерживалось на уровне конца XVIII века. С 1811 до 1817 года, в период войн с Наполеоном и Отечественной войны 1812 года, завод производил ядра, бомбы, гранаты и картечи. Для изучения технологии литейного производства заводские мастера посылались на казённые Гороблагодатские заводы. В окрестностях завода были найдены высококачественные формовочные пески. После прекращения отливки снарядов производственные мощности литейного производства использовались для отливки чугунной посуды, плит и печных принадлежностей. В 1820—1830-е были построены новые каменные корпуса кричных фабрик, установлены прокатные машины, расширен ассортимент выпускаемой продукции. Завод стал изготавливать сортовое, листовое, котельное и другие сорта железа.
В 1822—1823 годах все кыштымские заводы были охвачены волнениями крестьян, требовавших выплаты заработанных денег и выдачи продовольствия. Все заводские работы были остановлены. В волнениях участвовало около 8 тыс. рабочих. На подавление волнений были посланы 3 тыс. солдат с 2 пушками, сотни рабочих подвергнуты телесным наказаниям, 96 сосланы на Богословские заводы, 33 заключены в тюрьму, К. Косолапов был застрелен.
После смерти в 1823 году Л. И. Расторгуева заводы оказались в совместном владении двух его дочерей: М. Л. Харитоновой и Е. Л. Зотовой. Фактически, заводами управлял опытнейший Г. Ф. Зотов. Он установил жесткие порядки, реорганизовал производство, построил заводскую контору, господский дом и заводской госпиталь. При Зотове, в 1824 году, начался выпуск первого художественного литья. Впоследствии, это направление переросло в знаменитое каслинское литьё.  Все это позволило превратить заводы в прибыльные предприятия.
В 1837 году совладелец заводов П. Я. Харитонов и управляющий заводов  Г. Ф. Зотов  за жестокое обращение с рабочими и покровительство раскольникам были отправлены в ссылку. В 1840-х годах между совладелицами начались разногласия, заводское хозяйство и финансы заводов снова пришли в упадок. 2 января 1842 года кыштымские заводы были переданы в казённое управление и находились в руках казны до 1852 года.
В 1840—1850-е годы проводилась реконструкция завода, были установлены три вагранки. В 1843—1845 годах началось производство художественного литья, в 1852—1853 годах завод освоил производство круглой камерной скульптуры. За своё чугунное литьё в 1860 году на выставке сельского хозяйства и промышленности в Петербурге, проводившейся Вольным экономическим обществом, завод получил свою первую золотую медаль. В 1861 году завод каслинское литьё было удостоено серебряной медали на Петербургской выставке русской мануфактурной промышленности.
| Год  | Выставка                                                             | Награда                                                                                    |
| ---- | -------------------------------------------------------------------- | ------------------------------------------------------------------------------------------ |
| 1867 | Всемирная выставка в Париже                                          | Большая серебряная медаль                                                                  |
| 1870 | Всероссийская мануфактурная выставка в Петербурге                    | Большая золотая медаль                                                                     |
| 1872 | Политехническая выставка в Москве                                    | Большая золотая медаль                                                                     |
| 1873 | Всемирная выставка в Вене                                            | Большая золотая медаль                                                                     |
| 1876 | Всемирная выставка в Филадельфии                                     | Бронзовая медаль                                                                           |
| 1882 | Всероссийская выставке в Москве                                      | Серебряная медаль                                                                          |
| 1887 | Сибирско-Уральская выставка в Екатеринбурге                          | Большая серебряная медаль                                                                  |
| 1888 | Выставка в Копенгагене                                               | Почётный диплом                                                                            |
| 1896 | Всероссийская художественно-промышленная выставка в Нижнем Новгороде | Высшая награда: право пользоваться изображением государственного герба                     |
| 1897 | Международная выставка в Стокгольме                                  | Золотая медаль                                                                             |
| 1900 | Всемирная выставка в Париже                                          | Каслинский чугунный павильон был удостоен высшей награды Гран-при и Большой золотой медали |
| 1906 | Промышленная выставка в Милане                                       | Большая золотая медаль                                                                     |
| 1914 | Балтийская промышленная выставка в Мальмё                            | Почётный диплом                                                                            |

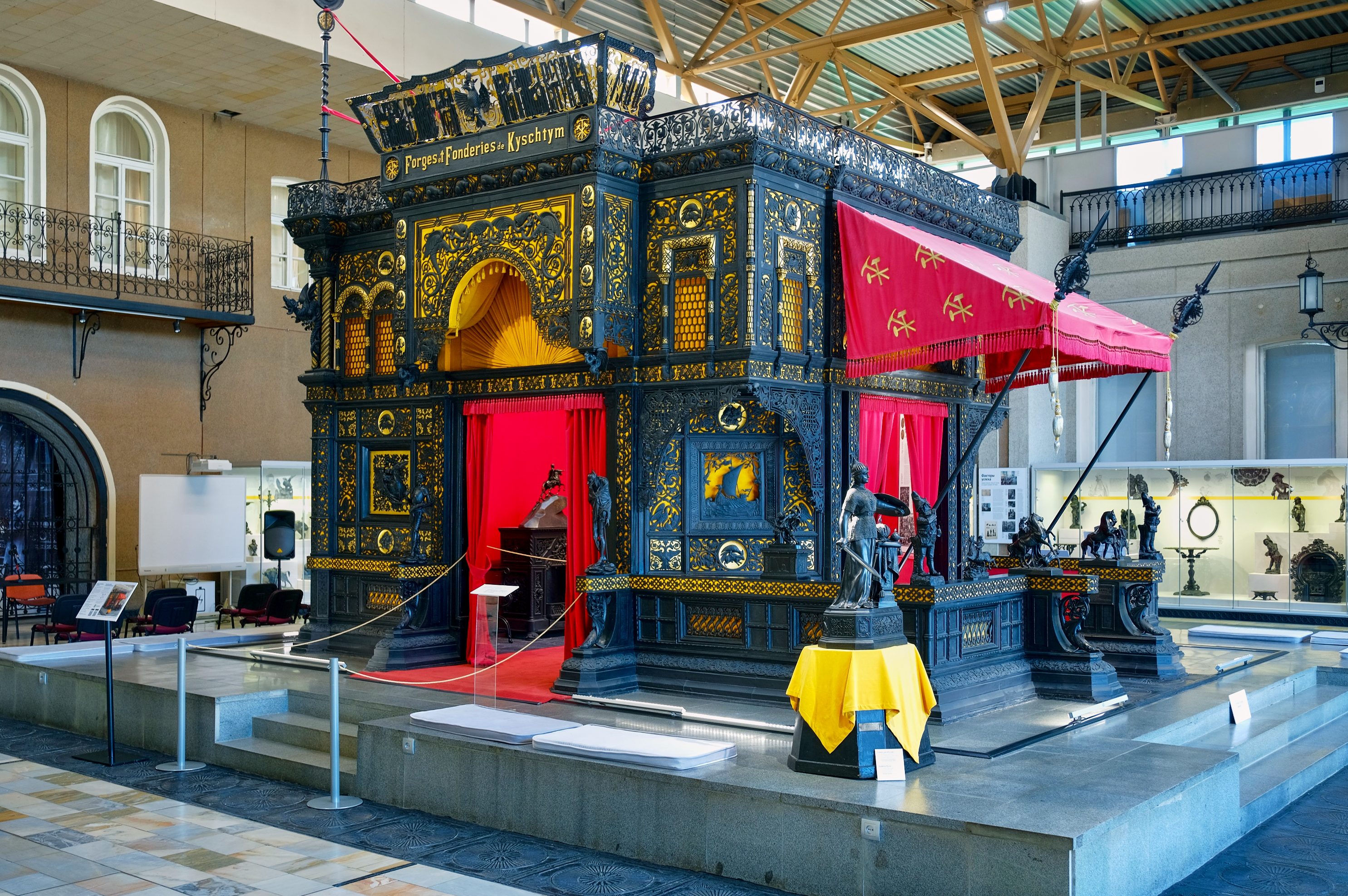
Каслинский чугунный павильон в Музее изобразительных искусств Екатеринбурга

В 1858 году на заводе 10 старых кричных горнов Каслинского завода были демонтированы, вместо них были установлены 13 контуазских горнов. В 1860 году за заводом числилось 5404 души мужского пола крепостных мастеровых и непременных работников, из которых на заводских работах были задействованы 1632 человек. Отмена крепостного права практически не повлияла на деятельность завода. Мастеровые отказались от полевых наделов и согласились принять по уставной грамоте только усадебные участки в знак протеста против установленного высокого оброка на выкуп земли. В 1863 году на заводе работала 1 доменная печь, 3 вагранки, 12 кричных горнов, 4 калильных печи, 10 ручных кузнечных горнов, 20 водяных колёс общей мощностью в 357 л. с. В этом же году было выплавлено чугуна 211,8 тыс. пудов, отлито 57,7 тыс. пудов чугунных изделий, выковано железа 95,2 тыс. пудов. На заводе трудились 1039 рабочих, в том числе: на основных работах — 825 человек, на вспомогательных — 214 человек.
В 1865 году на заводе были установлены 4 кричных и 2 кузнечных горна. В 1873 году все 6 вододействующих молотов были заменены 4 паровыми. По данным 1876 года, на заводе функционировали доменная, кричная, литейная, кузнечная и столярная фабрики. В 1883 году для обеспечения дутьём доменного цеха была установлена паровая машина мощностью 25 л. с. В 1884 году в кричном цехе был установлен паровой обжимной молот усилием в 3 т. В конце 1880-х годов устаревшие маломощные водяные колёса были демонтированы. Число водяных колёс с 14 в 1885 году сократилось до 3 в 1890 году, общая мощность водяных двигателей с 233 л. с. снизилась до 75 л. с.
Во второй половине XIX века Каслинский завод также добывал россыпное золото. В 1859—1862 годах ежегодная переработка песков составляла около 5 млн пудов. В 1859 году было намыто 2 пуда 28 фунтов золота, в 1860 году — 3 пуда 11 фунтов, в 1861 году — 2 пуда 7 фунтов, в 1862 году — 23 фунта.
В 1890-х годах была проведена существенная реконструкция завода. Число кричных горнов с 10 в 1890 году было уменьшено до 7 в 1895 году и 3 в 1898 году. В 1890 году была запущена первая пудлинговая печь, в 1895 году количество пудлинговых печей достигло 4. В 1894 году был запущен прокатный стан, установлены 2 сварочные и 2 калильные печи. Энергетическое хозяйство завода пополнили локомобили. В 1897 году на заводе была построена небольшая доменная печь с горячим дутьём.
С второй половины XIX века на заводе отливались высокохудожественные произведения. Большую роль в занятии заводом лидирующих позиций в чугунном литье сыграли совладельцы завода Г. В. и В. Г. Дружинины, управляющие заводами А. Д. Одинцов и П. М. Карпинский. Каслинское литьё стало постоянным призёром российских и международных выставок. В 1870 году в ходе своей экспедиции по заводам Урала австрийский металлург П. фон Туннер отметил высокое качество каслинского литья. В 1880-х годах на заводе был отлит бюст Александра II для установки памятника в Нижнеисетске.
В 1899 году Каслинский завод посетил Д. И. Менделеев в ходе своей Уральской экспедиции. Менделеев в отчёте отмечал высокое качество художественного литья каслинских мастеров, сравнивая качество и тонкость деталей чугунных отливок с бронзовыми. Также учёный высказал идею о необходимости популяризации каслинского литья и отметил, что «будь эти отливки производимы во Франции или Германии — они были бы у всех и каждого на столе».

### XX век
В 1900 году оборудование завода составляли 2 доменные печи, 3 кричных горна, 4 пудлинговые печи, 2 сварочные печи, 3 паровых молота, 1 прокатный стан, 2 вагранки, 14 кузнечных горнов. В этом же году завод выплавил 584,4 тыс. пудов чугуна, отлил чугунных изделий 200,6 тыс. пудов. В этот период на заводе числилось 3280 рабочих, в том числе: на основных работах — 1593 человек, на вспомогательных — 1687 человек.
Несмотря на реконструкцию завода, проведённую в течение 1860—1890-х годов, его оборудование и технологии оставались устаревшими. Главная доменная печь продолжала действовать на холодном дутье, сохранялось устаревшее кричное производство, пудлинговое производство к тому времени также морально устарело. В 1905 году было свёрнуто пудлинговое производство, в 1906 году — кричное, в 1907 году были остановлены доменные печи.
В 1900 году владельцы завода создали семейно-паевое акционерное общество Кыштымских горных заводов, преобразованное в 1907 году в англо-российское акционерное общество с контрольным пакетом акций у английской Кыштымской корпорации под руководством Лесли Уркварта. В этот период заводы округа были реконструированы и сосредоточились на выплавке меди. Каслинский завод остался в стороне от этих изменений и не получил инвестиций. Завод перешёл на производство чугунного литья, прокатная фабрика была реконструирована в литейную № 3, число вагранок было увеличено до 5 штук. В 1910 году завод произвёл 282,4 тыс. пудов чугунных отливок из вагранок, в 1911 году — 228,1 тыс. пудов, в 1912 году — 321,1 тыс. пудов, в 1913 году — 294,5 тыс. пудов. Завод был технически и технологически отсталым: формовка производилась вручную, механизация отсутствовала, ближайшая железнодорожная станция Маук находилась в 25 верстах от завода. В 1911 году штат завода состоял из 2008 рабочих, в том числе на основных работах были задействованы 881 человек, на вспомогательных — 1127 человек.

Фото Калинского завода С. М. Прокудина-Горского, 1910 год
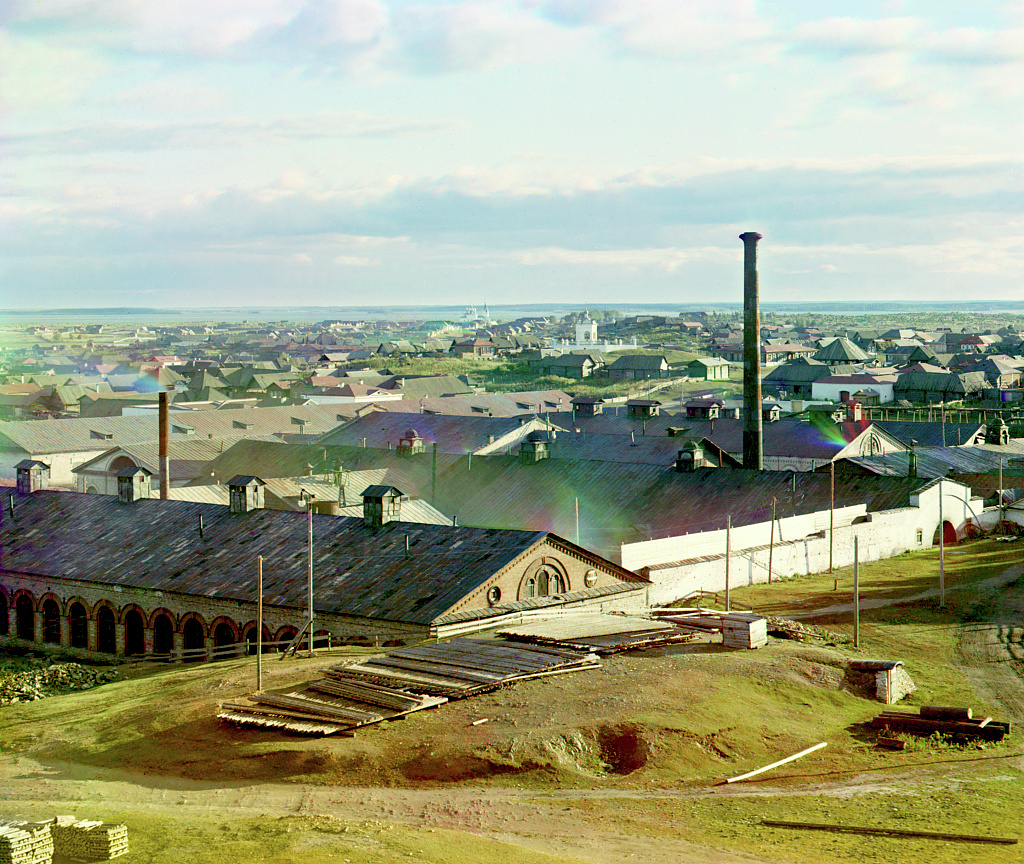
Вид на завод
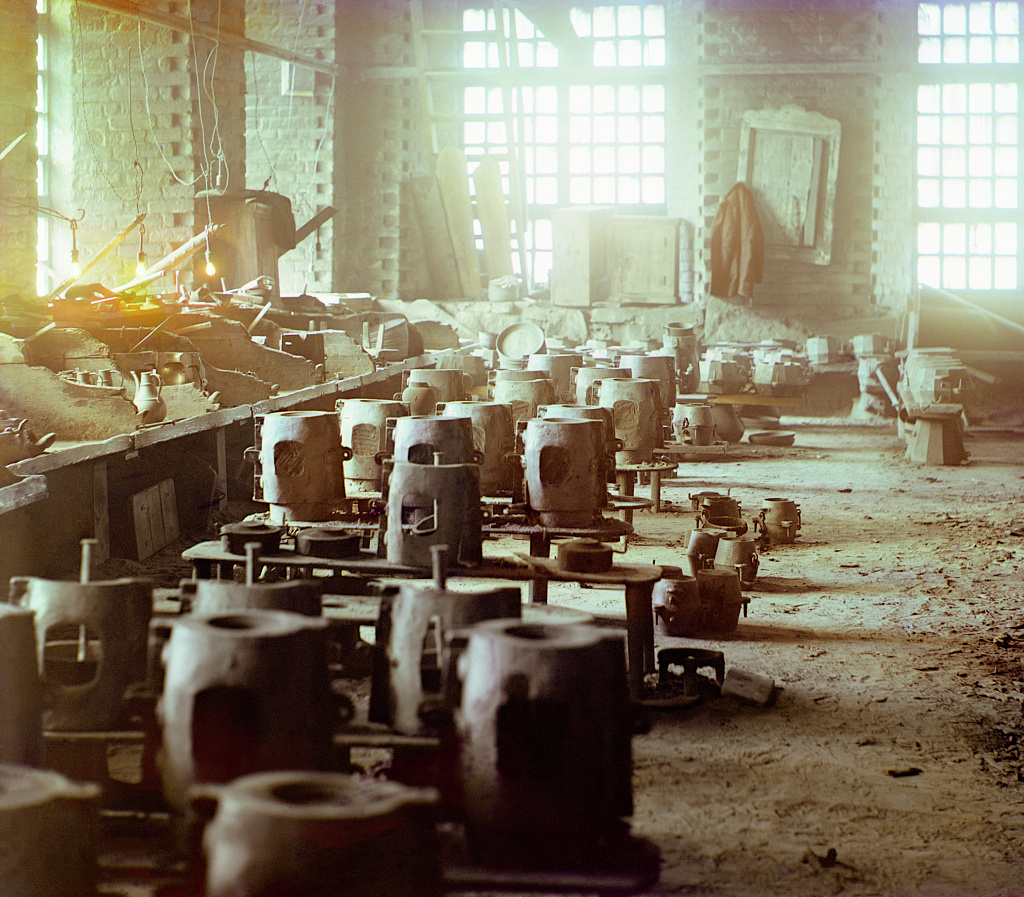
Формовочный цех
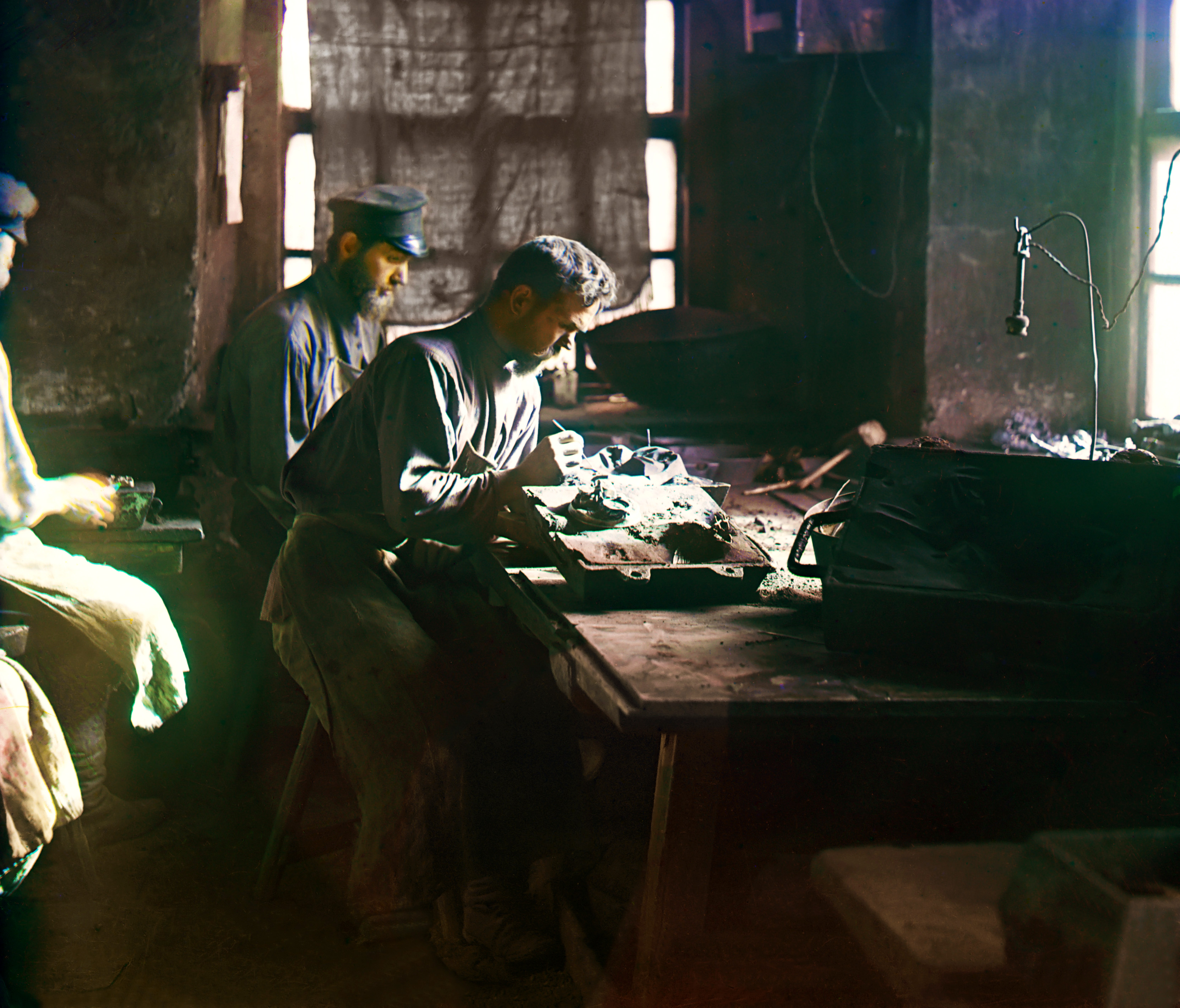
Мастера-формовщики
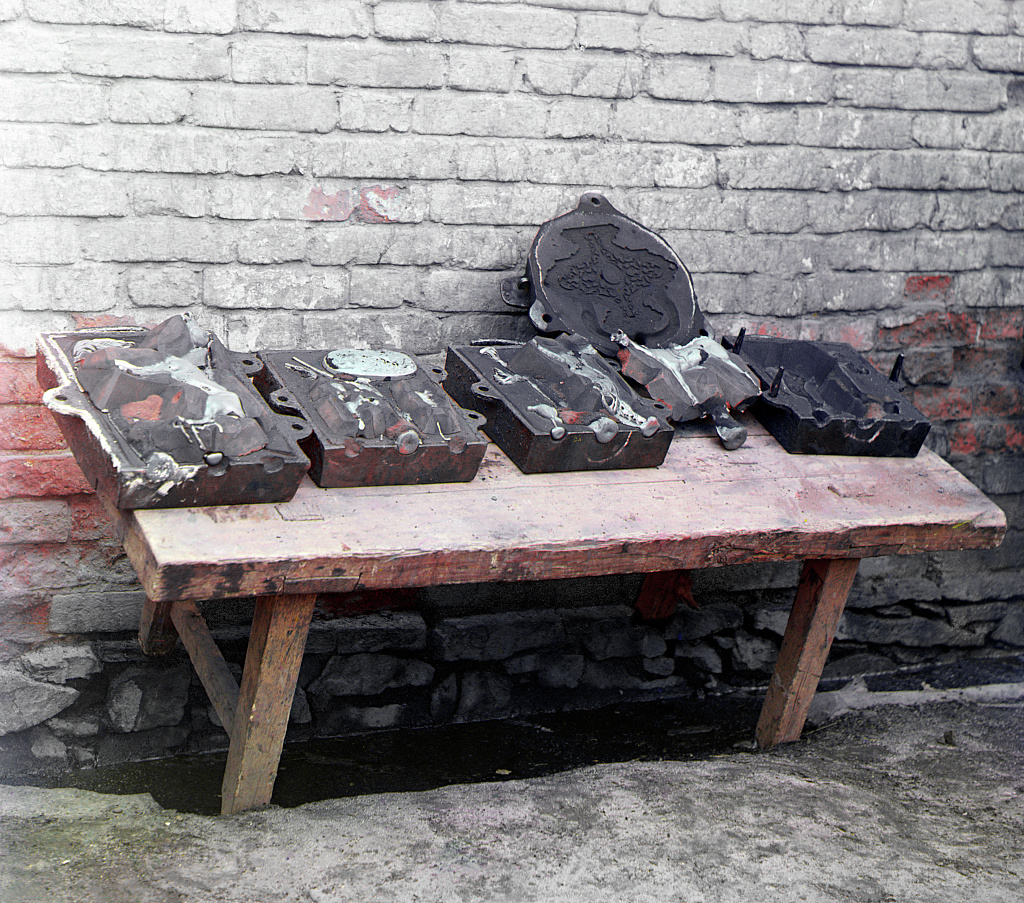
Литейные формы

С началом Первой мировой войны в 1914 году производство художественного литья прекратилось, завод полностью перешёл на выпуск военной продукции, производил гранаты и артиллерийские мины. К заводским работам привлекались женщины и подростки, на выбивке песка из отлитых мин работали военнопленные. В годы войны в небольших количествах производилась эмалированная чугунная посуда.
27 декабря 1917 года завод был национализирован, с началом Гражданской войны производство остановилось. После освобождения завода от колчаковцев началось медленное восстановление производства в условиях общей хозяйственной разрухи, голода, нехватки сырья и топлива. 4 сентября 1919 года была запущена первая вагранка, из трёх литейных цехов функционировал только один. Завод испытывал проблемы с обеспечением древесиной и лошадьми для транспортировки грузов. По состоянию на 1 января 1920 года на заводе работало 762 человека, в том числе квалифицированных рабочих — 390, чернорабочих — 290, служащих — 81, инженерно-технических работников — 1. Завод производил чугунную посуду, печное и художественное литьё в небольших количествах. Из-за нерентабельности производство художественного литья было прекращено в 1924 году.

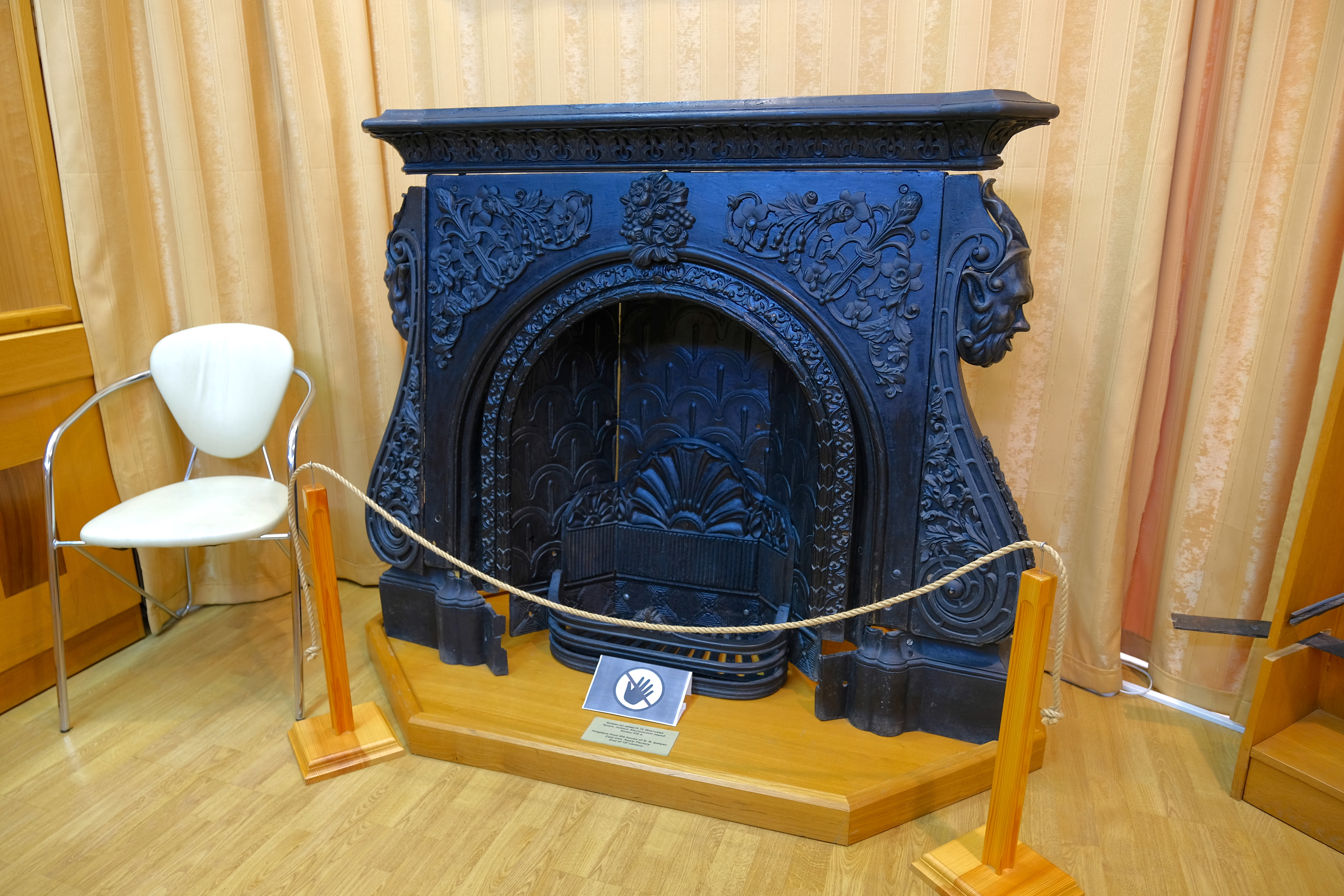
Чугунный камин Каслинского завода из дома Ипатьева, Музей истории и археологии Урала

В феврале—июле 1924 года были запущены вторая, третья и четвёртая вагранки. В этом же году завод получил первые автомобили для перевозки грузов. К 1925 году работали все три литейных цеха, все вагранки перешли на использование кокса. Благодаря проведённой модернизации и пуску всех трёх литейных цехов, в 1924/1925 хозяйственном году по объёму чугунного литья завод в 2 раза превысил уровень 1913 года. В этот же период было возобновлено эмалирование чугунной посуды, в конце 1926 года был запущен новый эмалировочный цех.
С началом первой пятилетки завод приступил к освоению новых видов продукции. В 1928 году под руководством шведского инженера А. Лаурена на заводе впервые в стране было освоено производство мясорубок. В 1930 году завод начал выпускать пустотелые утюги, чугунные эмалированные ванны, раковины, унитазы и котлы центрального отопления. Обновилось оборудование, было модернизировано энергетическое хозяйство. В 1927/1928 году завод произвёл продукции на 2,985 млн руб., что было в 2,1 раза выше уровня 1913 года.
В конце 1930 года на заводе трудились 2157 человек, в том числе 1852 рабочих, 81 человек из младшего обслуживающего персонала, 150 служащих и 74 инженерно-технических работника. В целом завод имел устаревшее оборудование, большинство работ производилось вручную, многие производственные корпуса пустовали. В 1931 году возник риск обрушений ветхих конструкций литейных цехов.
С 1929 года на Каслинском заводе под руководством сотрудников ЦНИИ машиностроения проводились опыты по изготовлению изделий из сталистого чугуна, давшие положительные результаты. В 1931 году завод был передан в ведение Всесоюзного снарядного треста ВСНХ СССР с присвоением № 71. Завод освоил производство из сталистого чугуна 122 мм артиллерийских снарядов. Началось строительство линии электропередачи от Челябинской ГРЭС, в 1931 году приступили к строительству железнодорожной ветки Касли — Маук. Из-за проблем с финансированием её строительство несколько раз прерывалось, укладка рельсов началась только весной 1941 года, к середине июня удалось уложить лишь на 4 км пути.
В 1934 году завод возобновил производство художественного литья. Некоторые модели изделий возвращали на завод из свердловских музеев. В 1935 году завод выполнил большой заказ архитектурного литья для администрации Челябинска, с 1936 года выполнял крупные заказы на художественное и архитектурное литьё для оформления станций московского метрополитена, набережных Москва-реки, московских мостов и других объектов. В 1937 году начался перевод муфельных печей с древесного топлива на каменный уголь. Среди уральских предприятий Каслинский завод был одним из немногих, которые не реконструировались в годы первых пятилеток, продолжая эксплуатировать оборудование начала XX века. Несмотря на устаревшее оборудование, академик И. П. Бардин, посетивший завод в 1940 году, дал высокую оценку заводу.
В период Великой Отечественной войны завод производил мины, снаряды. Осенью 1941 года на его территорию было эвакуировано оборудование Липецкого снарядного завода. Была быстро достроена и 2 июня 1942 года была запущена железнодорожная ветка Касли — Маук. За заслуги в обеспечении армии и флота в годы войны боеприпасами 4 мая 1945 года завод был награждён орденом Отечественной войны 1-й степени.
После войны завод продолжал выпускать оборонную продукцию, был основательно реконструирован. С 1944 года возобновилось производство художественного литья. В начале 1950-х годов завод получил крупный заказ на художественное оформление Волго-Донского судоходного канала. С середины 1950-х годов на заводе начали применять металлические пресс-формы.
В послевоенный период завод также изготавливал скульптурные композиции для оформления городов России. В 1958 году был восстановлен Каслинский чугунный павильон, находящийся с 1985 года в Екатеринбургском музее изобразительных искусств. Коллекции каслинского художественного литья хранятся в Государственном Эрмитаже, Государственном Русском музее, в музеях Екатеринбурга, Челябинска и других городов России.
В перестроечный период численность заводского персонала сократилась с 7 до 2—3 тыс. человек. При заводе действует профессионально-техническое училище, готовящее мастеров художественного литья.
С 2004 года предприятие носит наименование ООО «Каслинский завод архитектурно-художественного литья».
Каслинский завод дал начало городу Касли.